# Paonia
Paonia és una població dels Estats Units a l'estat de Colorado. Segons el cens del 2000 tenia 1.497 habitants.

## Demografia
Segons el cens del 2000, Paonia tenia 1.497 habitants, 631 habitatges, i 393 famílies. La densitat de població era de 760,5 habitants per km².
Dels 631 habitatges en un 28,5% hi vivien nens de menys de 18 anys, en un 48,2% hi vivien parelles casades, en un 10,8% dones solteres, i en un 37,6% no eren unitats familiars. En el 33,8% dels habitatges hi vivien persones soles el 15,4% de les quals corresponia a persones de 65 anys o més que vivien soles. El nombre mitjà de persones vivint en cada habitatge era de 2,29 i el nombre mitjà de persones que vivien en cada família era de 2,95.
Per edats la població es repartia de la següent manera: un 24,4% tenia menys de 18 anys, un 6,9% entre 18 i 24, un 25,2% entre 25 i 44, un 21,8% de 45 a 60 i un 21,6% 65 anys o més.
L'edat mediana era de 41 anys. Per cada 100 dones de 18 o més anys hi havia 88,8 homes.
La renda mediana per habitatge era de 31.831 $ i la renda mediana per família de 40.170 $. Els homes tenien una renda mediana de 35.962 $ mentre que les dones 17.500 $. La renda per capita de la població era de 16.033 $. Entorn del 9,7% de les famílies i el 12,2% de la població estaven per davall del llindar de pobresa.

## Poblacions més properes
El següent diagrama mostra les poblacions més properes.